# Poney de l'île de Krk
Le poney de l'île de Krk (croate : Krčki konj) est une race de poneys croate, originaire comme son nom l'indique de l'île de Krk. Caractérisé en 1923, il présente le type du poney des Balkans, avec un petit corps solide. La race est désormais éteinte, ou pratiquement.

## Histoire
Ce poney est également nommé Veglia en italien, mais le nom original de la race en croate est Krčki konj,. Elle provient, comme son nom l'indique, de l'île de Krk, berceau d'autres races animales indigènes, notamment un mouton.
La race est caractérisée en 1923, à partir de mesures effectuées sur sept étalons et une jument,. De ce fait, les caractéristiques morphologiques du poney de l'île de Krk sont bien documentées avant sa disparition.
L'existence de cette race est signalée en 1969 parmi les ressources génétiques animales de la Yougoslavie, dans un bulletin de communication technique du Commonwealth rédigé par E. Mason. L'extinction du poney de l'île de Krk est quant à elle signalée en 1987, dans The compleat Horse de Johannes Erich Flade, dans lequel il regrette la perte de races animales primitives telles que celle-ci.

## Description
Il présente le type classique du poney des Balkans,, avec des caractéristiques primitives. Le corps est petit et solide.

## Utilisations
La race servait historiquement à la selle.

## Diffusion de l'élevage

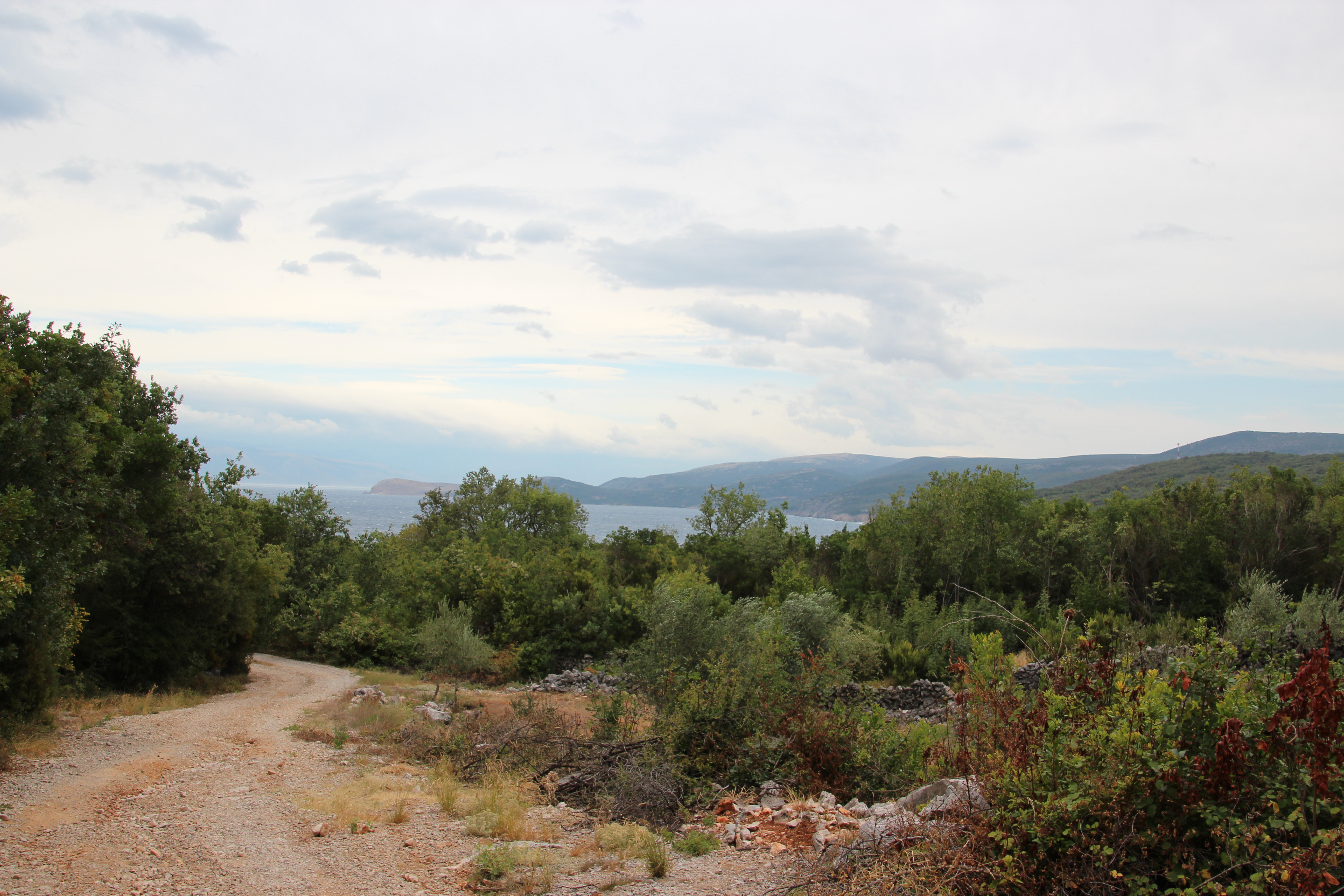
Biotope de l'île de Krk

Le poney de l'île de Krk est indiqué comme local, et comme natif de la Croatie, dans la base de données DAD-IS. Les données de population les plus récentes, datées de 2006, signalent un effectif nul. 
L'étude menée par l'Université d'Uppsala, publiée en août 2010 pour la FAO, signale logiquement le Krk Island Pony comme race de chevaux européenne locale éteinte.
Le poney de l'île de Krk est également indiqué comme éteint dans la dernière édition de l'encyclopédie de CAB International (2016). L'encyclopédie Tous les chevaux du monde (2014) de Delachaux et Niestlé la classe comme éteinte, de même que le Guide des chevaux d'Europe, paru en 2016 chez le même éditeur.
En revanche, une thèse de doctorat parue à Zagreb (en croate) en 2014 indique ce poney comme étant « pratiquement éteint ».